# Oudômxai
Oudômxai hay Oudomxay (tiếng Lào: ອຸດົມໄຊ), còn gọi là Muang Xai, là một tỉnh của Lào. Tỉnh nằm ở phía tây bắc quốc gia. Tỉnh lị là Muang Xai.
Tỉnh Oudômxai có diện tích 15.370 km2. Phía Bắc giáp tỉnh Phongsali, tỉnh Phongsali ở phía đông bắc, tỉnh Luang Prabang về phía đông và đông nam, tỉnh Xaignabouli ở phía nam và tây nam, tỉnh Bokeo về phía tây và tỉnh Luang Namtha và một đoạn biên giới ngắn với tỉnh Vân Nam của Trung Quốc về phía tây bắc. Địa hình của Oudômxai là núi, với độ cao từ 300m - 1.800m so với mực nước biển.
Oudômxai có trữ lượng lớn muối, đồng, kẽm, antimon, than nâu, cao lanh và sắt. Các nỗ lực kiểm soát việc trồng cây thuốc phiện trong tỉnh đã được thực hiện thông qua Dự án Kiểm soát Cần Sa, được xây triển khai từ những năm 1990. Bên cạnh đó, cây trồng quan trọng là ngô, đậu tương, trái cây, rau, sắn, mía, thuốc lá, len, trà và đậu phộng. Năm 2004, tỉnh đã đạt năng suất khoảng 10.000 tấn mía và 45.000 tấn ngô.

## Lịch sử
Theo tài liệu lịch sử lưu trữ tại địa phương ghi nhận, những người đầu tiên định cư ở Oudômxai vào khoảng năm 700 là "Khom" tức người Khmu. Khoảng năm 1260, người Lao Ly đến từ vùng Sipsong Panna ở miền nam Trung Quốc, họ xây dựng một ngôi làng gọi là Bản Luang Cheng (gọi là "làng lớn" hoặc "huyện lớn") trong địa phận của tỉnh lị Thị xã Xai ngày nay. Làng Lao Ly cũ nay là một phần của Muang Xay và được gọi là Bang Cheng
Văn hoá Lý đã được đánh dấu bằng đạo Phật và những truyền thống cũ của người Khom, theo thời gian, nó được củng cố và ảnh hưởng đến toàn bộ khu vực này. Người Khom và người Leu sống cùng nhau và chia sẻ những khu vực trồng lúa. Để bảo đảm an toàn họ đã xây dựng các công sự phòng hộ giữa các làng Na Sao và Na Lai. Khoảng năm 1828, các bộ lạc Hmong đến từ Trung Quốc bắt đầu định cư tại Oudômxai. Tỉnh Oudômxai hiện nay được thành lập vào năm 1976, nó được tách ra từ Luang Prabang. Khoảng năm 1987, thủ phủ của tỉnh đã được chuyển từ Ban Nahin đến Muang Xay. Năm 1992, các huyện Paktha và huyện Pha Oudom được cắt sang tỉnh Bokeo.

## Địa lý
Tỉnh Oudômxai có diện tích 15.370 km2. Tỉnh giáp ranh tỉnh Phongsali, tỉnh Phongsali ở phía đông bắc, tỉnh Luang Prabang về phía đông và đông nam, tỉnh [Xaignabouli] ở phía nam và tây nam; tỉnh Bokeo về phía tây và tỉnh Luang Namtha về phía tây bắc. Ở phía tây bắc có biên giới dài 15 km với khu tự trị Tây Song Bản Nạp của Cộng hoà Nhân dân Trung Hoa.
Các khu dân cư chính bao gồm Muang Xai, Muang La, Pak Beng, Sen Say, Taxoum, Seneke, Sala Mok, Ban Na He, Ban Chomka, Ban Lao Phe, Ban Na Houang, Ban Lo Sa, Ban Lao Than, Ban Donkon, Ban Senlouang, Ban Napa, Ban Phoukeu, Ban Yamai, Ban Haiteu, Ban Kavang, Ban Kheun, Muang Houn, Ban Na Mao, Ban Tong, Ban Khmou, Ban Khokka, và Ban Tong.

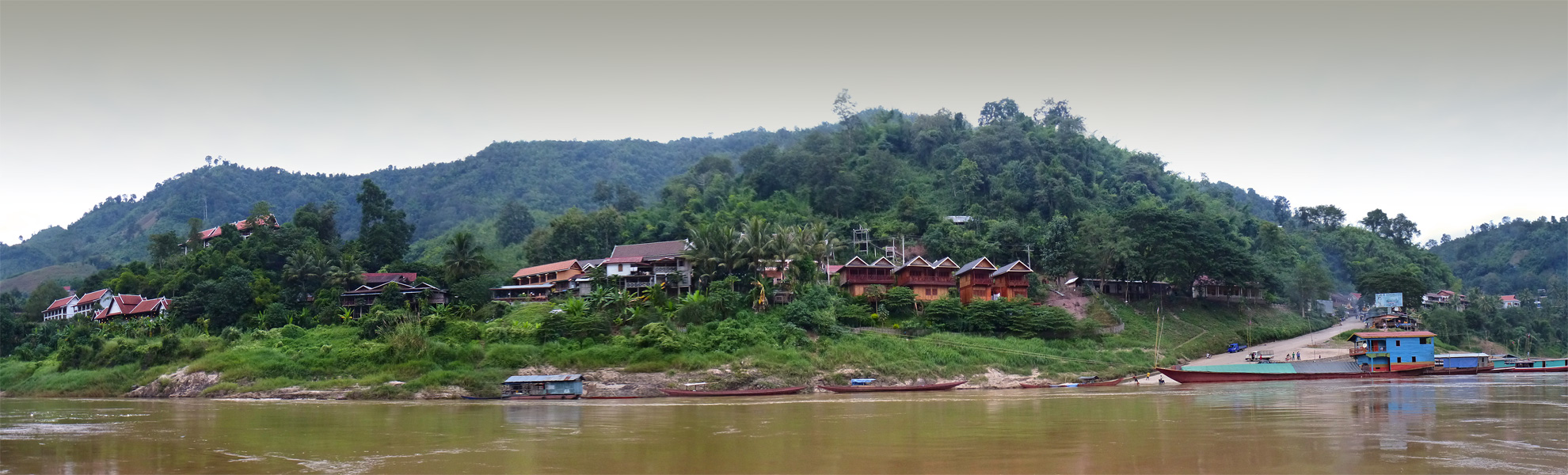
Pak Beng Cảnh nhìn từ sông Mê Công

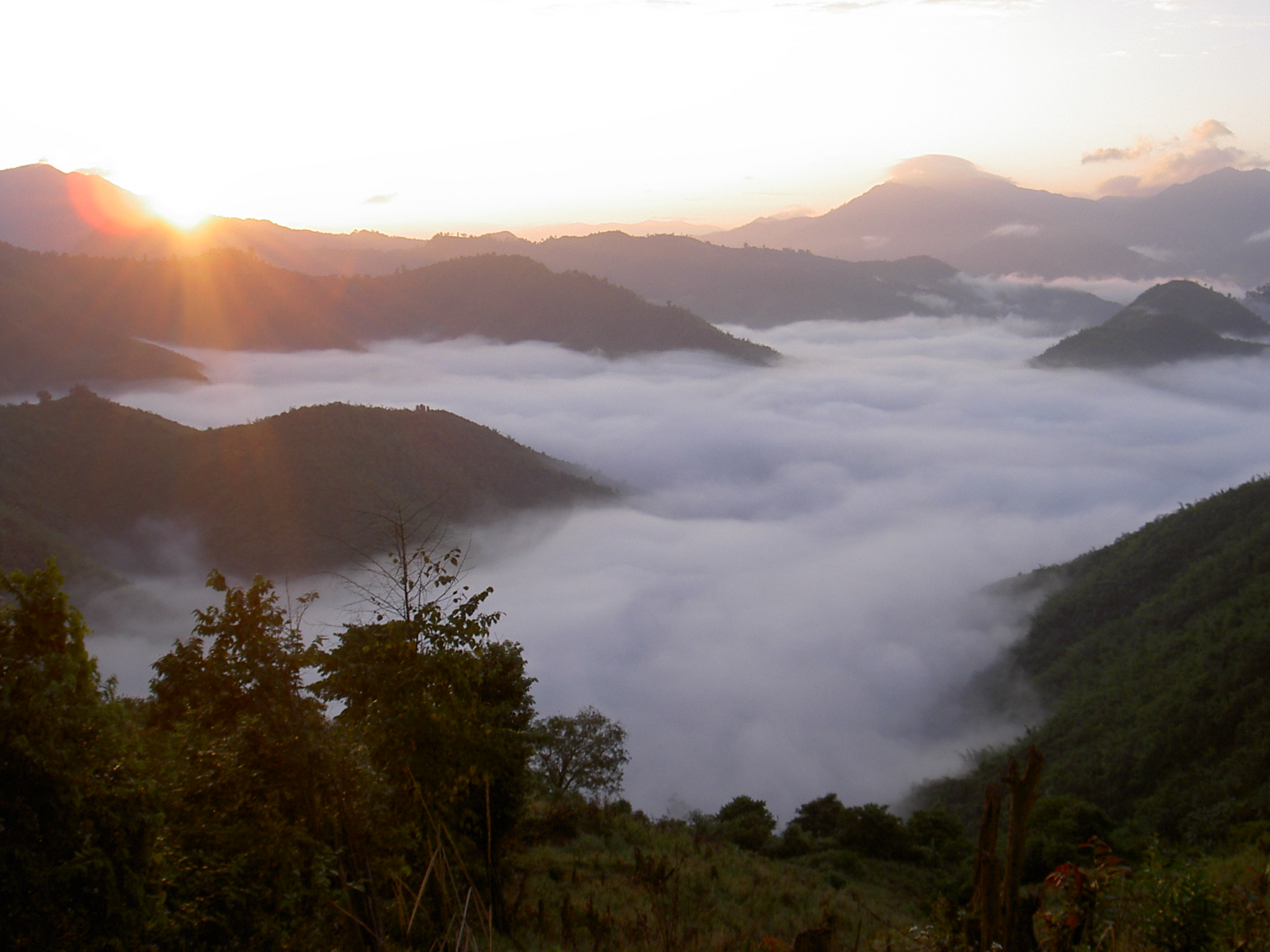
Biển mây ở Pak Beng, Tỉnh Oudômxai

Địa hình của Oudômxai chủ yếu là núi non hiểm trở. Độ cao dao động từ 300m đến 1800m so với mực nước biển. Có tới 60 dòng sông lớn nhỏ chảy qua tỉnh Oudômxai. Các sông chính là Nam Phak, Nam Sae, Nam Beng, Nam Kor và Nam Nga. Sông Nam Kè chảy qua thủ phủ của tỉnh Muang Xay. Tỉnh Oudômxai có khí hậu gió mùa điều hòa. Lượng mưa hàng năm khoảng 1.900m -2.600 mm. Nhiệt độ trong tháng hai và tháng ba trung bình từ 18 °C đến 19 °C, từ tháng 4 đến tháng 5 nhiệt độ tăng lên trên 31 °C. Do nằm ở độ cao lớn nên có nhiều sự thay đổi về nhiệt độ trong năm và mùa khô lạnh hơn ở miền bắc Lào cũng như ở các phần còn lại của đất nước.

## Các khu bảo tồn
Tràm chim IPA Thượng Nguồn Mê Công Lào có diện tích 10.980 ha. Tràm chim này trải dài sang các tỉnh Oudomxai, Bokeo, và Sainyabuli. Độ cao từ 300m - 400m so với mực nước biển. Địa hình được ghi nhận bao gồm các dòng sông, bãi bồi, đụn cát, vỉa cát và sỏi, đảo, vỉa đá vôi, bụi rậm, và những con suối. Chim ưng đen Sterna acuticauda, chim đại bàng Phalacrocorax carbo, chim ưng xám V. Cinereus,chim Jerdon's Bushchat Chimicola jerdoni, Plain Martin Riparia paludicola, River Lapwing Vanellus duvaucelii, Small Pratincole Glareola lactea, và Swan Goose Anser cygnoides là một số loài chim cảnh đã ghi nhận.
Rau củ ở Oudômxai giàu dinh dưỡng do khí hậu gió mùa. Một số loại tre và một loạt các loại thực vật (ví dụ hoa lan được phát hiện trong khu vực. Những cây gỗ cứng như cây tếch và mahogany trồng ở Oudômxai và là những nguồn thu nhập quan trọng cho người dân.

## Các đơn vị hành chính trực thuộc
Tỉnh được tạo lập bởi các đơn vị hành chính cấp huyện sau:
| Bản đồ | Mã            | Tên tiếng Việt | Tên tiếng Lào | Dân số (2015) |
| ------ | ------------- | -------------- | ------------- | ------------- |
|        |               |                |               |               |
| 04-01  | Muang Xai     | ເມືອງໄຊ         | 79.535        |               |
| 04-02  | Muang La      | ເມືອງຫຼາ         | 17.173        |               |
| 04-03  | Muang Namo    | ເມືອງນາໝໍ້        | 38.826        |               |
| 04-04  | Muang Nga     | ເມືອງງາ         | 30.938        |               |
| 04-05  | Muang Beng    | ເມືອງແບ່ງ        | 37.491        |               |
| 04-06  | Muang Houne   | ເມືອງຮຸນ         | 74.254        |               |
| 04-07  | Muang Pakbeng | ເມືອງປາກແບ່ງ     | 29.405        |               |

## Dân cư
Theo điều tra dân số vào tháng 3 năm 2005, tổng dân số của tỉnh là 265.128 người.
Vẫn chưa tính được tỷ lệ chính xác của khoảng 14 nhóm dân tộc khác nhau sống ở Oudômxai. Theo chính quyền tỉnh, có thể giả định các ước tính sau: Người Khmu (bao gồm Khmu Lu, Khmu Khong, Khmu Am, Khmu Bit) chiếm khoảng 60-80%, người Lao Loum 25%, người Hmong (gồm nhóm người Hmong Khao, Hmong Dam và Hmong lai) chiếm 15%. Các nhóm dân tộc thiểu số sống trong tỉnh bao gồm Akha, Phouthai (Thái đen & Thái trắng), Phou Noy (Phou Xang, Phou Kongsat, Phou Nhot), Lao Houy (còn gọi là "Lenten"), Phouan, Ly, Yang, Ikho và Ho.

## Kinh tế
Oudômxai có trữ lượng muối, đồng, kẽm, antimon, than, kaolin và sắt. Các nỗ lực kiểm soát việc trồng cây thuốc phiện trong tỉnh đã được thực hiện thông qua Dự án Kiểm soát Cần Sa, được xây dựng vào những năm 1990. Sự khó khăn trong việc tiếp cận thôn bản miền núi cũng làm cản trở phát triển kinh tế của các vùng nông thôn. Có khoảng 40.000 ha canh tác ở Oudômxai, lúa là cây trồng chính.
Nông nghiệp chủ lực
Tại tỉnh Oudômxai, phần lớn dân số vẫn làm ăn theo kiểu nông nghiệp tự cung tự cấp. Thói quen du canh du cư chặt đốt rừng làm nương rẫy, thường là trồng lúa trên núi - 45% làng nông thôn ở Oudômxai phụ thuộc vào nông nghiệp nương rẫy do địa hình miền núi của tỉnh. Dạng nông nghiệp này thu hút phần lao động và chiếm nhiều diện tích đất, do đất đai cần thời gian dài để phục hồi. Trồng lúa bằng hệ thống ruộng lúa ướt chỉ diễn ra ở diện tích nhỏ khu vực đồng bằng. Cả hai vùng trồng lúa ở triền núi, cũng như hầu hết các khu vực canh tác ở vùng đồng bằng chỉ được tưới bởi những trận mưa tự nhiên. Rất ít cánh đồng lúa ở vùng đồng bằng có hệ thống thủy lợi nhân tạo. Ngoài cây lúa, các cây trồng quan trọng khác là ngô, đậu nành, trái cây, rau, sắn, mía, thuốc lá, bông len, trà và đậu phộng. Năm 2004, khoảng 10.000 tấn mía và 45.000 tấn bắp đã được sản xuất. Ngô, hành, dưa hấu và thuốc lá được xuất khẩu. Chính phủ hợp tác với các tổ chức quốc tế, để tăng cường cường độ sản xuất, tìm kiếm các phương án sử dụng bền vững tài nguyên thiên nhiên. Ngoài việc sử dụng đất cho mục đích nông nghiệp, khoảng 40.000 ha đất được trồng rừng hoặc sử dụng làm đồng cỏ. Chăn nuôi, chủ yếu là trâu, bò, gia súc, và gà là một bộ phận quan trọng trong đời sống của người dân nông thôn. Theo ước tính của IUCN, khoảng 12% rừng Oudômxai là rừng nguyên sinh, 48% rừng thứ sinh. Đối với người dân, rừng không chỉ là nguồn gỗ mà còn góp phần vào thu nhập gia đình cung cấp trái cây, thảo mộc và thịt. Việc cho người Trung Quốc thuê đất trồng trọt diễn ra khá phổ biến, sau đó diện tích này được gieo trồng bởi những người Trung Quốc di cư.
Du lịch

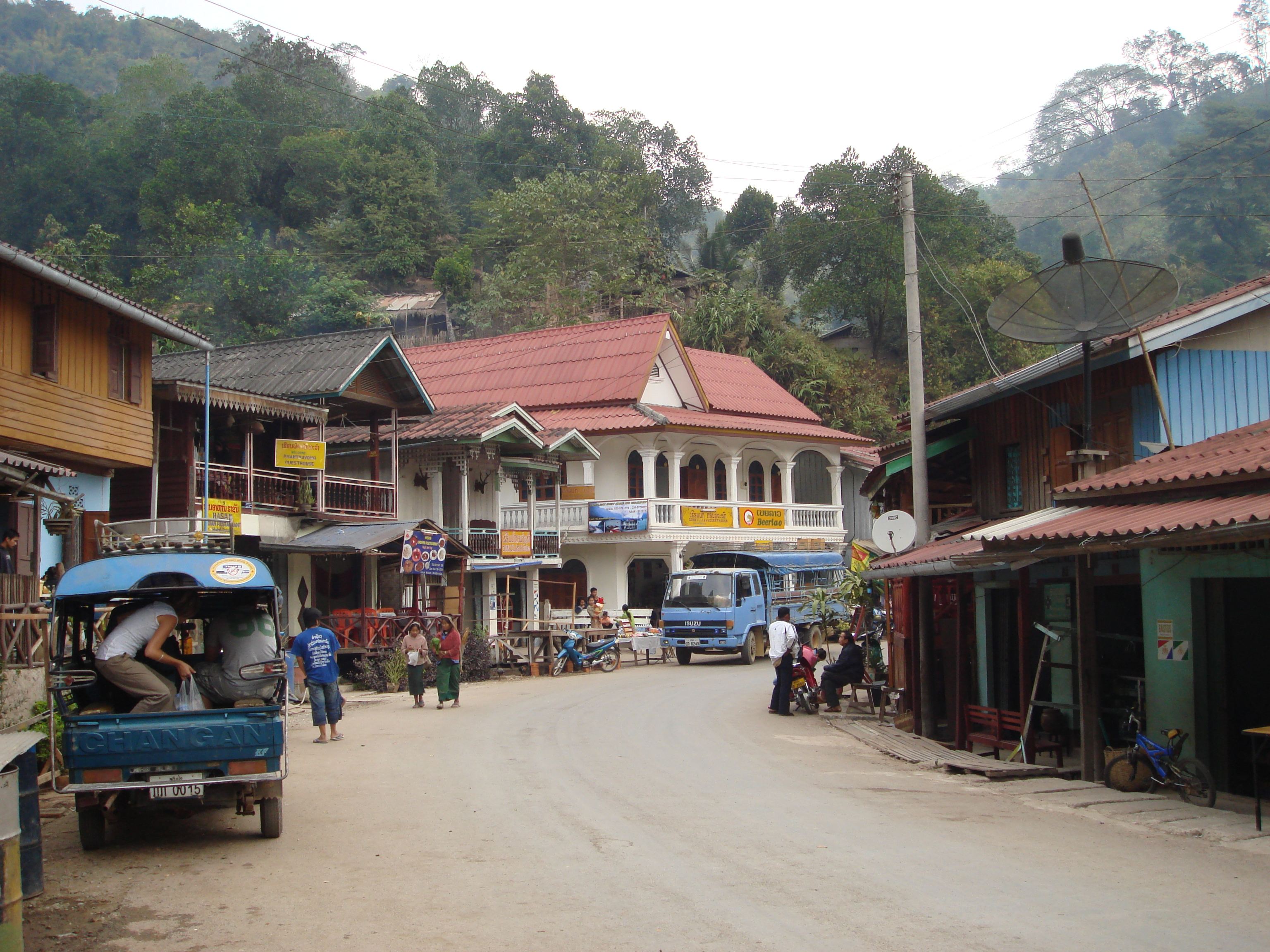
Bản Pak Beng

Từ những năm gần đây, nhiều nỗ lực được thực hiện để hỗ trợ du lịch ở Oudômxai, đây được coi là một chiến lược để giảm thiểu đói nghèo của người dân. Văn phòng du lịch đã hoạt động tại Muang Xay từ năm 1997 và được hỗ trợ bởi Cơ quan Phát triển Đức (DED) từ năm 2005. Sự hỗ trợ của DED nhằm mục đích nâng cao thu nhập đặc biệt là dân cư nông thôn cũng như các doanh nghiệp nhỏ làm du lịch và do đó giúp bảo vệ tài nguyên thiên nhiên. Tháng 8 năm 2007, văn phòng du lịch đã được nâng cấp thành "Phòng Du lịch Tỉnh". Do vị trí của Oudômxai là đầu mối giao thông quan trọng nhất ở miền bắc Lào (con đường duy nhất từ Luang Prabang nối với bắc Oudômxai), trong vài năm gần đây tỉnh này chủ yếu do người nước ngoài ghé thăm. Thời gian lưu trú trung bình còn ở mức thấp.
Theo "Báo cáo Thống kê về Du lịch Lào năm 2008" của "Cục Quản lý Du lịch Quốc gia Lào", số khách du lịch đã tăng từ khoảng 18.600 lên 102.000 từ năm 2001 đến năm 2008. Theo thống kê, khoảng 17% trong tổng số 1,7 triệu du khách thăm viếng Lào trong năm 2008 cũng đến Oudômxai. Oudômxai có 8 khách sạn và khoảng 52 nhà nghỉ, hầu hết đều nằm ở thủ phủ của tỉnh Muang Xay và đường giao thông sông Pak Beng. Tình trạng cơ sở hạ tầng kém đã cản trở việc tối ưu tiềm năng du lịch của tỉnh Oudômxai. Sản phẩm du lịch đi bộ các tour du lịch đến các làng của người dân tộc thiểu số không bị ảnh hưởng bởi các hạn chế về cơ sở hạ tầng.

## Thắng cảnh
Tỉnh có rất nhiều danh thắng. Các danh thắng nổi tiếng nhất gồm:
Muang La là một địa chỉ hành hương phật giáo quan trọng cho Phật giáo Nguyên thủy trong tỉnh. Tượng Saymoungkhoune Rattana ở đây có hình ảnh đức Phật ling thiêng, nó có niên đại 400 năm tuổi và được dân chúng tin là có sức mạnh siêu nhiên.
Hang Chom Ong, hang dài nhất ở Lào, nằm ở Ban Chom Ong, cách thị xã Oudômxai 45 km về hướng tây bắc và là hang động lớn nhất được biết đến ở miền bắc Lào. Hang động này đã được khám phá bởi một nhóm các nhà nghiên cứu hang động trong năm 2009, 2010 và 2011 nó có độ dài 18,4 km và được coi là dài thứ hai ở Lào và dài thứ 9 ở Đông Nam Á. Kích thước trung bình của hang là 20–25 m chiều rộng và cao khoảng 20–30 m. Nó có hai lối đi, một là suối và một lối khác có thạch nhũ và dẫn đến một vòm lớn dài 100 m, rộng 30 m và có chiều cao thay đổi từ 30–50 m tới mái vòm. Nó có một con suối chảy vào ở phía bắc và các dòng suối chảy ra ở phía nam.
Trong cuộc chiến tranh Đông Dương, người dân trong làng đã giữ bí mật về vị trí của hang động để sử dụng hang như nơi trú ẩn bom, và họ nghĩ rằng lời cầu nguyện của họ với Đức Phật đã giúp bảo vệ họ khỏi vụ đánh bom. Do đó, họ đã đặt tên cho hang là "Phachao Khamtan" hoặc "Hang Phật Khamtan", 'Phachao' có nghĩa là "Phật" và "Khamtan" có nghĩa là "nơi bảo vệ có giá trị".

## Văn hóa
Lễ hội Baci là lễ hội chính trước khi Phật giáo bám rễ vào Lào, đó là nghi lễ linh hồn dùng để kỷ niệm các sự kiện cũng như những dịp quan trọng, như sinh đẻ, kết hôn hay vào chùa tu, khởi hành, trở về, năm mới, đón tiếp, mua bán tài sản lớn v.v. Lễ hội này đặc biệt quan trọng với các nhóm dân tộc vùng núi phía bắc Lào tại tỉnh Oudômxai, và hiện nay nó trở thành quốc lễ tại Lào cũng như nước láng giềng Thái Lan. Đó là một lễ hội văn hóa truyền thống trong đó sau khi cầu nguyện cho Đức Phật, nhóm những người quan trọng trong buổi lễ sẽ buộc một sợi chỉ màu trắng (tượng trưng cho sự tinh khiết) hoặc chuỗi xâu trên cổ tay của những người xung quanh họ để cầu cho sức khỏe, tránh khỏi bệnh tật và may mắn đến với họ. Buổi lễ được tổ chức như là một phần của lễ hội hôn nhân hoặc bất kỳ dịp may mắn nào trong gia đình khi các thành viên trong gia đình gặp nhau. Các sợi chỉ này có thể tháo ra sau ba ngày từ khi buộc.
Tập tục này bắt nguồn từ niềm tin trong quá khứ rằng Baci là lời nguyện để đồng bộ hóa hoạt động của 32 cơ quan trong cơ thể con người còn gọi là kwan (KWA-ang) với các linh hồn hay các thành phần của linh hồn. Nó tương tự như việc thiết lập mối liên hệ xã hội và gia đình để duy trì "sự cân bằng và hòa hợp với cá nhân và cộng đồng, nó được tiến hành theo tập tục gốc ở Lào, và là một minh chứng cho sự tồn tại của con người".

### Tra cứu
- Burke, Andrew; Vaisutis, Justine (ngày 1 tháng 8 năm 2007). Laos 6th Edition. Lonely Planet. tr. 73. ISBN 978-1-74104-568-0.
- Let's Go Inc. (ngày 13 tháng 12 năm 2004). Let's Go Southeast Asia 9th Edition. Macmillan. tr. 310–. ISBN 978-0-312-33567-0.
- Levinson, David; Christensen, Karen (2002). Encyclopedia of modern Asia. Charles Scribner's Sons. tr. 304. ISBN 978-0-684-31242-2.